# Distretto di Wujiang (Suzhou)
Il distretto di Wujiang (吴江区S, Wújiāng QūP) è un distretto della Cina, situato nella provincia di Jiangsu e amministrato dalla prefettura di Suzhou.